# Sandrine Scourneau
 (septembre 2015).
Pour les articles homonymes, voir Scourneau.
Sandrine Scourneau, née le 12 novembre 1977 à Baulers, est une animatrice de télévision belge.

## Biographie
Sandrine Scourneau grandit dans la région de Nivelles à Baulers. Elle passe la plupart de ses week-ends en mer du Nord où elle fera du voilier jusqu'à l'âge de sa majorité. À dix-neuf ans, elle entame des études supérieures de commerce à l'ISES qu'elle abandonne pour se lancer dans l'infographie à son propre compte pendant huit ans.
En 2007, à l'occasion des 20 ans de RTL-TVI, Sandrine Scourneau gagne un télé-crochet et devient l'égérie de la marque Pantene Pro-V. Elle rejoint la chaîne Liberty TV pendant six mois, passe ensuite à RTL-TVI pendant six autres mois puis intègre la RTBF.

## Télévision

### Liberty TV
- Sandrine présente La météo des voyages pendant six mois[réf. souhaitée].

### RTL-TVI
- Sandrine présente Allo tarôt pendant six mois[réf. souhaitée].

### RTBF
- De 2008 à 2010, Sandrine est chroniqueuse dans l'émission Sans Chichis.
- En avril 2010, Sandrine[1] anime sa propre émission No limit sur La Une. Elle présente un numéro spécial en prime time le 27 juin 2013. Elle enregistre, le 22 avril 2014, les derniers numéros de l'émission.
- En janvier 2013, Sandrine présente des capsules nommées G innové sur La Une.
- Les 21, 22 et 23 juin 2013, Sandrine coanime avec Adrien Devyver la deuxième saison de Génies en Web sur La Deux.
- Du 17 au 23 décembre 2013, Sandrine coanime avec Adrien Devyver l'événement Viva for life en direct sur La Deux et sur le web.
- Depuis le 31 aout 2015, Sandrine assure la présentation de l'émission Juste à temps sur La Deux, une émission courte en direct reprenant l'essentiel des problèmes de la circulation en temps réel, de même que les prévisions météorologiques.

### TV5 Monde
- À partir du 27 septembre 2014 Sandrine coanime la météo en alternance avec Tatiana Silva, Daniela Prepeliuc et Nicolas-Xavier Ladouce.

## Radio

### Vivacité
Pendant l'été 2012, Sandrine devient avocate remplaçante de Maureen Louys dans l'émission humoristique Le jugement dernier[réf. souhaitée] sur VivaCité.

## Divers
Le 10 avril 2015, Sandrine devient marraine[réf. souhaitée] de l'association Sans maître ayant pour but d'assurer la défense des animaux et de créer un refuge pour ceux-ci. Elle ouvre d’ailleurs un magasin spécialisé pour les animaux le 12 décembre 2017[pertinence contestée].